# Tyrell Baringer-Tahiri
Tyrell Baringer-Tahiri, né le 20 avril 1994 à Dunedin en Nouvelle-Zélande, est un footballeur international cookien. Il évolue au poste de défenseur à l’AFC South London.

## Biographie

### En équipe nationale
Tyrell Baringer-Tahiri enfile le maillot des Îles Cook pour la première fois lors du Tournoi de l'OFC 2011 durant lequel il joue quatre matchs, et marque un but.
Il dispute son premier match avec la sélection senior en août 2015, lors d'une rencontre comptant pour les éliminatoires de la Coupe du monde 2018.